# Gripit
Gripit is een bestuurslaag in het regentschap Banjarnegara van de provincie Midden-Java, Indonesië. Gripit telt 908 inwoners (volkstelling 2010).